# 全惠淑
全惠淑（：／ Jeon Hye-sook；1955年5月5日—），大韓民國政治人物、藥劑師。

## 藥劑師生涯
參政之前，她曾擔任藥劑師，並於1998年至2004年擔任慶尚北道製藥協會會長。

## 政治生涯
全惠淑於2004年投入國會選舉，代表開放國民黨比例排名第42順位落選。2008年投入國會選舉，以統合民主黨比例代表第五順位當選。2016年國會選舉則投入首爾廣津區甲選區當選，2020年國會選舉成功連任。

## 外部連結
- 全惠淑的Facebook專頁